# کامن (استان دوبریچ)
کامن (به بلغاری: Kamen) یک منطقهٔ مسکونی در بلغارستان است که در شهرستان دوبریچکا واقع شده‌است.